# Vila Franca do Campo
Vila Franca este un oraș în Portugalia în sudtul insulei São Miguel din estul Azore. Are o populație de 11 150 (date din 2001).
- Populație: 11 150 (2001)
- Area: 142,95 km²
- Densitate: 78/km²
- Cod poștal: 9???

| Denumire            | Populație | Suprafață          | Densitate | Altitudine | Locație                              |
| ------------------- | --------- | ------------------ | --------- | ---------- | ------------------------------------ |
| Água de Alto        | 1 624     | 18,44 km²/1 844 ha | 88,1/km²  | 10 m       | 37,71667 (37°43') N 25,45 (25°27') W |
| Ponta Garça         | 3 577     | 27,7 km²/2 777 ha  | 129,1/km² | 0 m        | 37,71667 (37°43') 25,3667 (25°22') W |
| Ribeira das Tainhas | 782       | 9,91 km²/991 ha    | 78,9/km²  | 0 m        | 37,733 (37°44') N 25,4 (25°24') W    |
| Ribeira Seca        | -         | -                  | -         | -          | -                                    |
| São Miguel          | 4 047     | 19,47 km²/1 947 ha | 207,9/km² | -          | -                                    |
| São Pedro           | 1 120     | 2,48 km²/248 ha    | 451,6/km² | -          | -                                    |

Vezi și: Listă de orașe din Portugalia
|             | Nord: Ribeira Grande |               |
| Vest: Lagoa | Ribeira Grande       | Est: Povoação |
|             | South:               |               |

1. ↑  , Instituto Nacional de Estatística[*] https://www.ine.pt/xportal/xmain?xpid=INE&xpgid=ine_indicadores&indOcorrCod=0008350&selTab=tab0, accesat în 19 septembrie 2018 Lipsește sau este vid: |title= (ajutor)